# BMW F16
La BMW F16 è la seconda generazione della BMW X6, un'autovettura di tipo crossover SUV di segmento E prodotta dalla casa automobilistica tedesca BMW dal 2014 al 2019.

## Storia

### Debutto del modello
La seconda generazione della X6 è stata presentata nell'ottobre del 2014 al Salone di Parigi sull'onda del successo commerciale ottenuto dalla prima generazione. Nonostante il difficile periodo di recessione generale, soprattutto per quanto riguarda il mercato automobilistico, modelli come la X6, destinati ad una clientela benestante, riuscirono comunque a portare importanti introiti alle casse della Casa dell'Elica. In generale, erano stati comunque tutti i marchi premium, ed in particolare quelli tedeschi, a godere di migliori situazioni finanziarie.
Le ordinazioni della F16 sono state avviate subito dopo la presentazione a Parigi. Il sito di produzione rimane quello statunitense di Spartanburg (Carolina del Sud).

#### Design esterno ed interno
Il successo riscosso dalla precedente X6 ha spinto i progettisti BMW a non discostarsi molto dalla formula originaria, per cui la seconda generazione della cosiddetta "SUV-coupé" appare quasi come un restyling della prima, piuttosto che come un vero e proprio nuovo modello. In realtà le migliorie sono state numerose: a fronte di ingombri quasi coincidenti (il nuovo modello risulta solo più lungo di appena 3 cm), il corpo vettura è stato rivisto in generale, in modo da migliorare il coefficiente di penetrazione aerodinamica, che è sceso così da 0.35 a 0.32. Stilisticamente la F16 si riconosce dalla E71 per il frontale, dove spiccano i nuovi gruppi ottici che si prolungano verso il centro fino a toccare l'ampia calandra a doppio rene. Il tema dei fari che toccano la calandra fa parte del nuovo corso stilistico BMW inaugurato nella primavera del 2012 con il lancio della sesta generazione della Serie 3. Anche il paraurti anteriore è stato completamente ridisegnato ed ora integra i faretti fendinebbia in un'insolita posizione rialzata, appena sotto i gruppi ottici principali. La vista laterale mostra come unica vera novità la presenza di due feritoie (una per lato) all'altezza del parafango anteriore. Tali feritoie hanno il compito di ottimizzare il flusso dell'aria e sono state viste già un anno prima nelle BMW Serie 4 e Serie 3 GT. Anche posteriormente non vi sono state grossissime novità nell'impostazione generale, ma il paraurti ha beneficiato di un ridisegnamento completo, mentre i fari appaiono più bombati rispetto alla serie precedente.
Internamente, l'abitacolo è stato riprogettato per fornire agli occupanti maggior spazio, specie nella zona posteriore, mentre il bagagliaio è stato portato da 520 a 580 litri di capacità in configurazione standard. Il posto guida ed il gruppo plancia-cruscotto riprendono i temi stilistici proposti dalla Casa bavarese in altri modelli contemporanei. Tra questi il layout multistrato della plancia. Non mancano alcune novità, come il cruscotto dal pannello che cambia impostazione a seconda della modalità di funzionamento (ne sono previste tre: Eco, Confort e Sport), oppure come il sistema multimediale dominato dal grande display da ben 10,25 pollici.

#### Motorizzazioni
Al suo debutto la X6 viene prevista in tre motorizzazioni:
- xDrive50i: unica motorizzazione a benzina nella gamma d'esordio e versione di punta della gamma, consiste in un V8 da 4.4 litri con doppia sovralimentazione mediante due turbocompressori e potenza massima di 450 CV;
- xDrive 30d: motorizzazione di accesso alla gamma d'esordio e consistente in un 6 cilindri in linea da 3 litri con tecnologia turbodiesel common rail e potenza massima di 258 CV;
- M50d: per la versione diesel ad alte prestazioni, la Casa tedesca si affida a quello che si è fregiato del titolo di primo motore di serie al mondo con tripla sovralimentazione. Si tratta di un 3 litri derivato da quello della xDrive30d, ma con ben tre turbocompressori e potenza massima di 381 CV.

Una sola la variante di trasmissione, ossia il già pluricollaudato cambio automatico ad 8 rapporti realizzato dalla ZF di Friedrichshafen.
Per quanto riguarda la meccanica telaistica, la F16 monta un avantreno a doppi bracci trasversali ed un retrotreno di tipo multilink a cinque bracci, con molle elicoidali ed ammortizzatori idraulici telescopici sui due assi. L'impianto frenante è a quattro dischi autoventilanti e lo sterzo è a cremagliera con servosterzo elettrico.

### Evoluzione

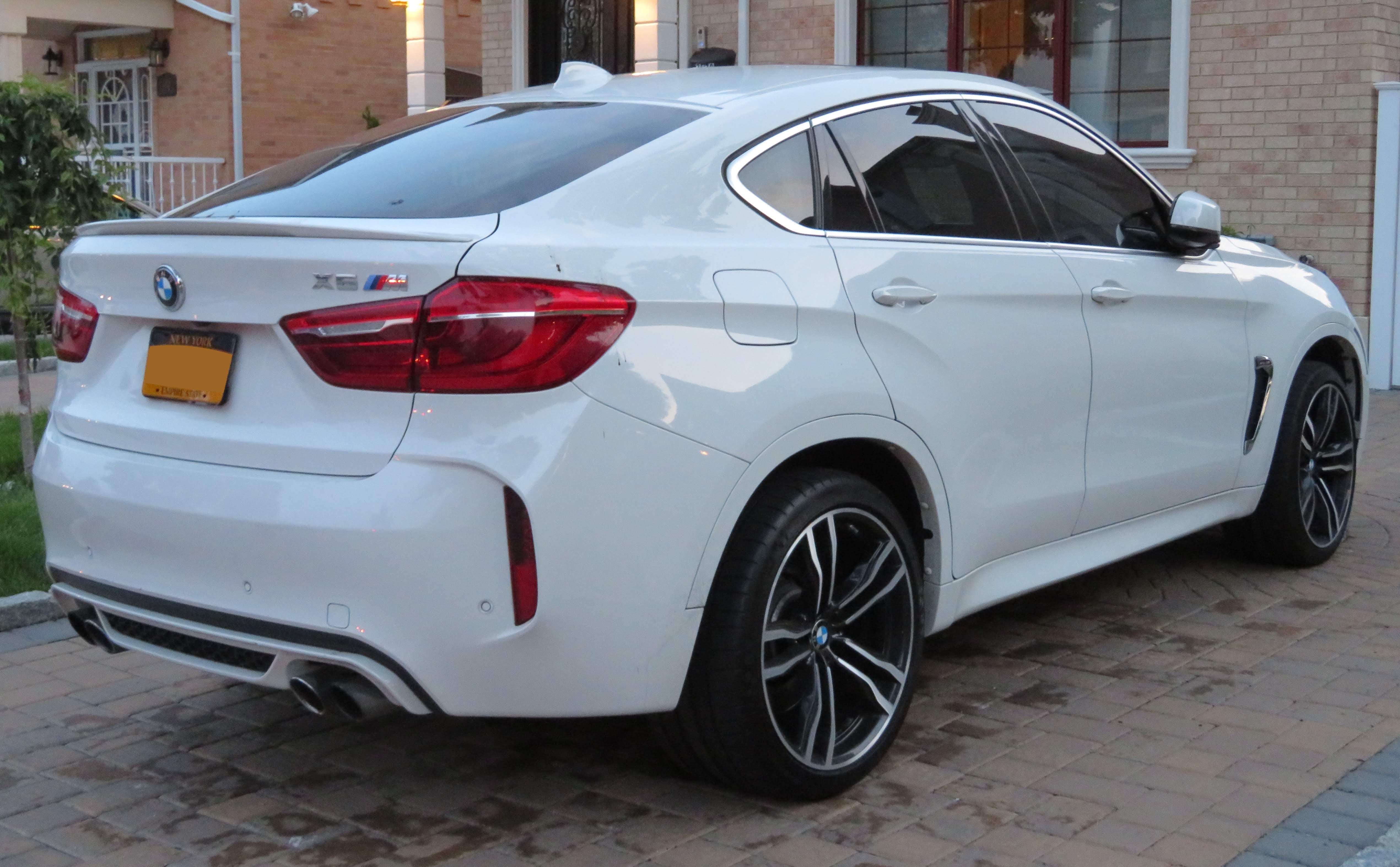
Una X6 M, la versione top di gamma

Tre mesi dopo il lancio, nel febbraio del 2015, la gamma subisce un deciso ampliamento grazie all'arrivo della X6 xDrive35i, spinta dal 3 litri turbo da 306 CV, della xDrive40d equipaggiata con un 3 litri bi-turbodiesel da 313 CV, ed infine con l'arrivo della versione di punta, la X6 M. Quest'ultima, al pari della X5 M lanciata in contemporanea, monta un V8 da 4.4 litri con doppia sovralimentazione e potenza massima di 575 CV. Un'altra novità arriva alla fine dello stesso anno, ma stavolta solo per il mercato italiano, soggetto ad un regime fiscale che prevede una forte sovrattassa sulle vetture oltre i 250 CV di potenza massima. Per questa ragione, viene introdotta una variante leggermente depotenziata della X6 xDrive30d, in cui l'erogazione massima si ferma a 249 CV. Tale versione non va a sostituire la xDrive30d da 258 CV da cui deriva: le due varianti rimangono infatti entrambe in listino e proseguono la loro carriera parallelamente.
Da quel momento, per i successivi tre anni e mezzo non si ebbero novità di sorta, fino alla primavera del 2018, quando vennero cancellate dal listino tutte le motorizzazioni a benzina, compresa la X6 M. La produzione della F16 cessa nel luglio del 2019, quando vengono svelate le prime immagini relative alla sua erede, la X6 G06.

### Riepilogo caratteristiche
| Modello                             | Motore   | Cilindrata (cm³) | Alimentazione               | Potenza max/ rpm (CV) | Coppia max/ rpm (Nm) | Massa a vuoto (kg) | Velocità max (Km/h) | 0–100 km/h (secondi) | Consumo medio (l/100 km) | Emissioni CO2 (g/Km) | Anni di produzione |
| Versioni a benzina                  |          |                  |                             |                       |                      |                    |                     |                      |                          |                      |                    |
| X6 xDrive35i                        | N55B30   | 2979             | Iniezione diretta turbo     | 306/5800              | 400/ 1200-5000       | 2.185              | 240                 | 6"4                  | 8.5                      | 198                  | 02/2015-05/2018    |
| X6 xDrive50i                        | N63B44   | 4395             | Iniezione diretta biturbo   | 450/ 5500-6000        | 650/ 2000-4500       | 2.170              | 250                 | 4"8                  | 9.7                      | 227                  | 11/2014-05/2018    |
| X6 M                                | S63B44   | 4395             | Iniezione diretta biturbo   | 575/ 5000-6000        | 680/ 1500-6000       | 2.170              | 250                 | 4"2                  | 11.1                     | 258                  | 02/2015-04/2018    |
| Versioni a gasolio                  |          |                  |                             |                       |                      |                    |                     |                      |                          |                      |                    |
| X6 xDrive30d                        | N57D30O1 | 2993             | Turbodiesel common rail     | 249/ - 1              | 560/ 2000-2750       | 2.065              | 228                 | 7"2                  | 6                        | 159                  | 12/2015-07/2019    |
| X6 xDrive30d                        | N57D30O1 | 2993             | Turbodiesel common rail     | 258/4000              | 560/ 2000-2750       | 2.065              | 230                 | 6"7                  | 6                        | 159                  | 11/2014-07/2019    |
| X6 xDrive40d                        | N57D30T1 | 2993             | Bi-turbodiesel common rail  | 313/4400              | 630/ 1500-2500       | 2.185              | 240                 | 5"8                  | 6.3                      | 163                  | 02/2015-07/2019    |
| X6 M50d xDrive                      | N57S     | 2993             | Tri-turbodiesel common rail | 381/ 4000-4400        | 740/ 2000-3000       | 2.185              | 250                 | 5"2                  | 6.6                      | 174                  | 11/2014-07/2019    |
| Note: 1Solo per il mercato italiano |          |                  |                             |                       |                      |                    |                     |                      |                          |                      |                    |